# Піддубна Марина Віталіївна
Марина Віталіївна Піддубна (7 травня 1998) — українська плавчиня, чемпіон та призер Літніх Паралімпійських ігор. Майстер спорту України міжнародного класу. Бронзова призерка чемпіонату світу 2013 та 2015 років. Чемпіонка  Європи 2016 року (100 м на спині). Повний кавалер ордена княгині Ольги.
Займається плаванням у Харківському регіональному центрі з фізичної культури і спорту інвалідів «Інваспорт». Тотально незряча спортсменка.

## Державні нагороди
- Орден княгині Ольги I ст. (18 вересня 2024) — За досягнення високих спортивних результатів на ХVІІ літніх Паралімпійських іграх у місті Парижі (Французька Республіка), виявлені самовідданість та волю до перемоги, утвердження міжнародного авторитету України[1]
- Орден княгині Ольги II ст. (16 вересня 2021) — За значний особистий внесок у розвиток паралімпійського руху, досягнення високих спортивних результатів на XVI літніх Паралімпійських іграх у місті Токіо (Японія), виявлені самовідданість та волю до перемоги, утвердження міжнародного авторитету України[2]
- Орден княгині Ольги III ст. (4 жовтня 2016) — За досягнення високих спортивних результатів на XV літніх Паралімпійських іграх 2016 року в місті Ріо-де-Жанейро (Федеративна Республіка Бразилія), виявлені мужність, самовідданість та волю до перемоги, утвердження міжнародного авторитету України[3]